# Tetelcingo
Tetelcingo är en ort i Mexiko.   Den ligger i kommunen Acatlán och delstaten Puebla, i den sydöstra delen av landet, 180 km sydost om huvudstaden Mexico City. Tetelcingo ligger 1 208 meter över havet och antalet invånare är 1 029.
Terrängen runt Tetelcingo är kuperad åt nordost, men åt sydväst är den platt. Tetelcingo ligger nere i en dal. Runt Tetelcingo är det ganska tätbefolkat, med 75 invånare per kvadratkilometer. Närmaste större samhälle är Acatlán de Osorio, 4,7 km sydväst om Tetelcingo. I omgivningarna runt Tetelcingo växer huvudsakligen savannskog.